# コルコバードのキリスト像
座標: 南緯22度57分5秒 西経43度12分39秒 / 南緯22.95139度 西経43.21083度

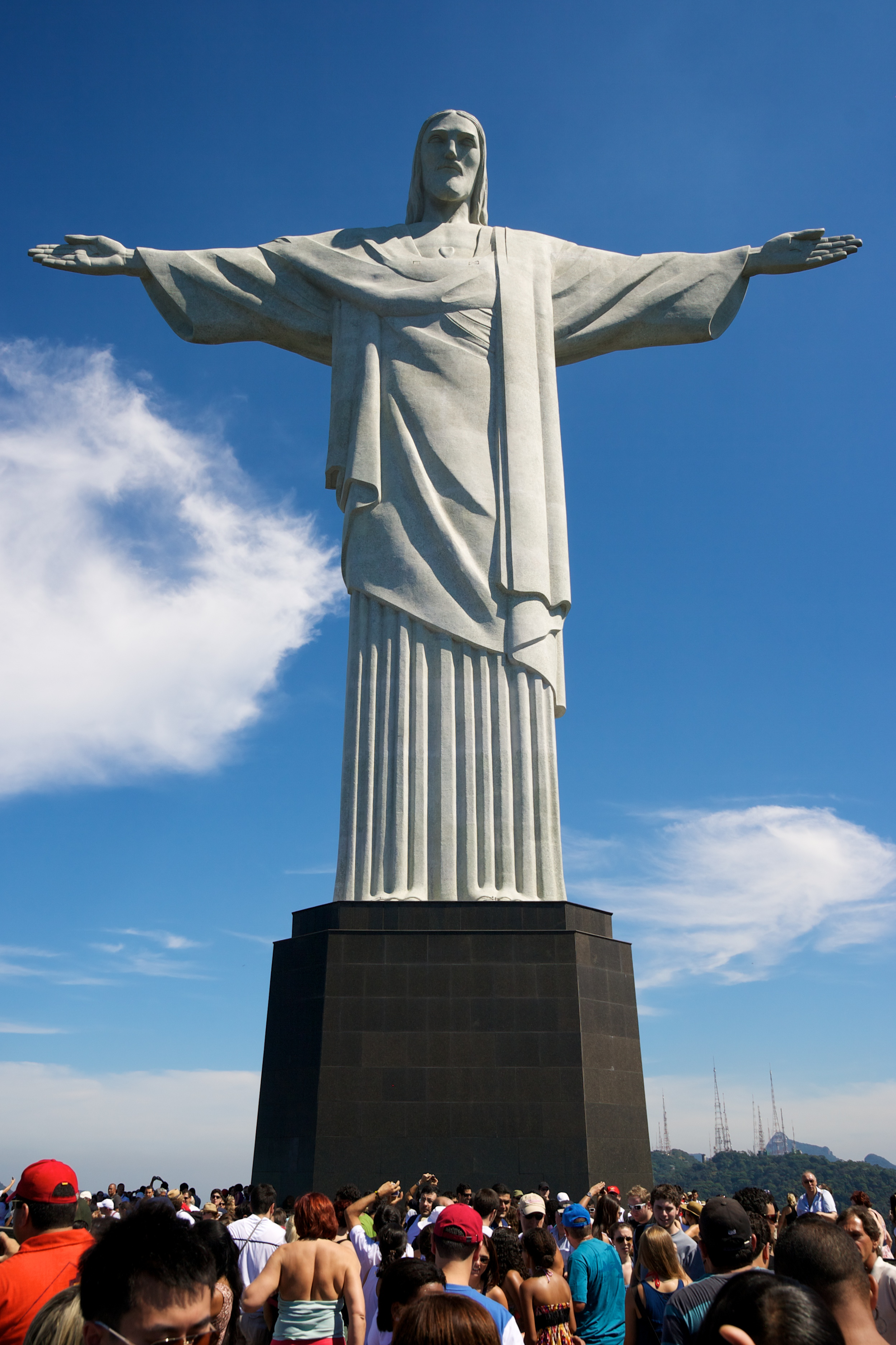
コルコバードのキリスト像

コルコバードのキリスト像（コルコバードのキリストぞう、ブラジルポルトガル語: Cristo Redentor, クリスト・ヘデントール）は、ブラジルのリオデジャネイロのコルコバードの丘にある巨大なキリストの像である。
1922年のブラジル独立100周年を記念して、1922年から1931年にかけて建設された。高さ39.6メートル（内台座の高さが9.5メートル）、左右30メートルであり、635トンの重量がある。その中は、150人程が入れる礼拝堂になっている。
クリスチャン人口が80％を超えるブラジルのキリスト教のシンボルで、リオデジャネイロとブラジルの象徴になった。世界遺産「リオデジャネイロ:山と海との間のカリオカの景観群」（2012年登録）に含まれている。

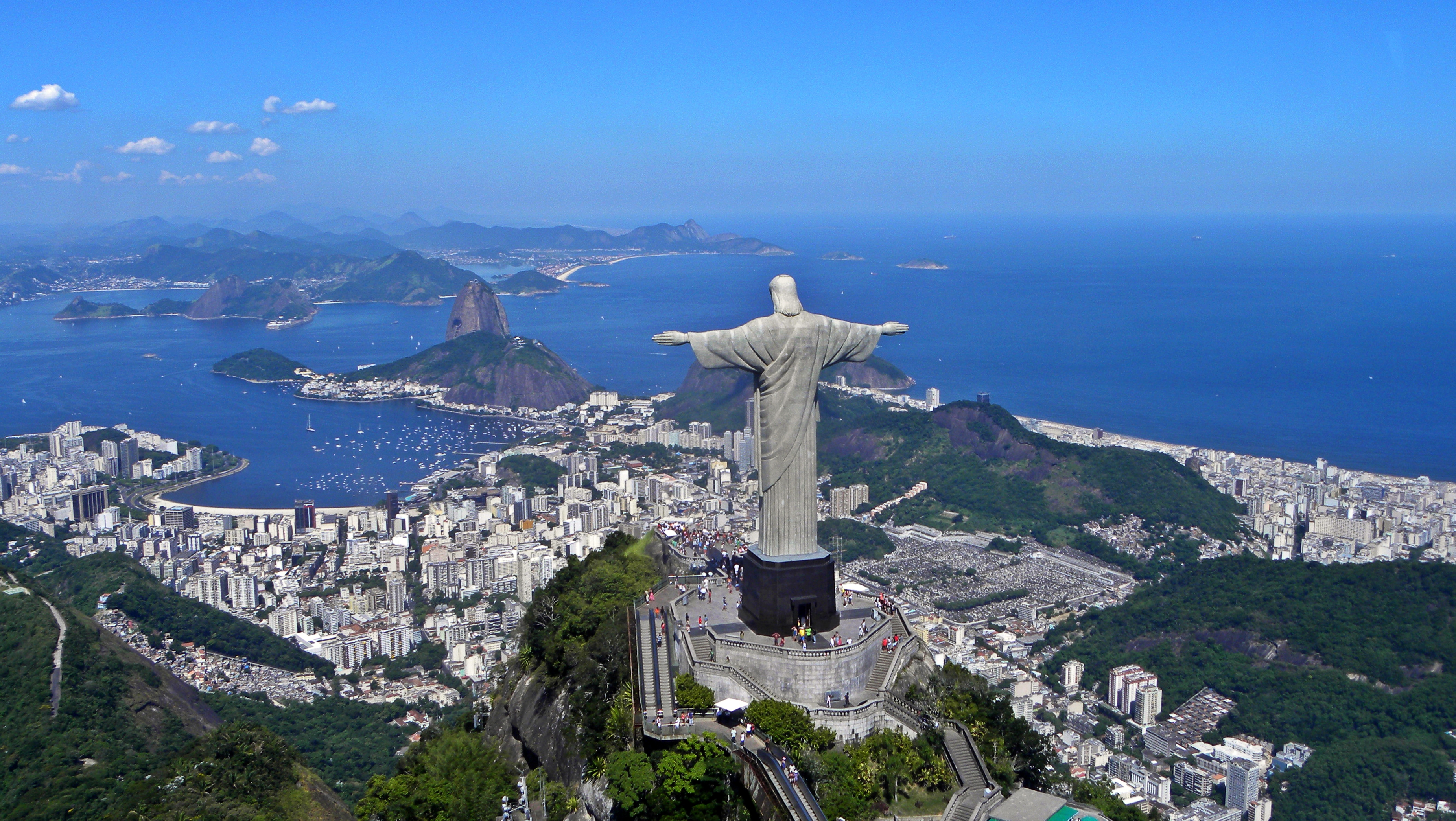
コルコバードの丘からの眺望

このキリスト像は、2007年7月に新・世界七不思議の一つに選ばれた。他の六つが比較的古いものであるのに対し、このキリスト像だけは20世紀の建造物である。
この新・世界七不思議はユネスコの世界遺産とは異なり、最終選考は専門家による審議に拠らず選出のために一般からの電話投票とインターネット投票が行われた。そのため、ブラジルではリオデジャネイロに本拠を置く同国最大の放送局・メディア企業であるグローボを筆頭にブラデスコ銀行などの有力企業の後援の元、数百万ドルが投じられ、この自動応答式の電話投票を無料で行える“Vote no Cristo”（キリスト像に投票しよう）というキャンペーンが行われ、7月はじめまでの時点でおよそ1,000万人のブラジル人がキリスト像に票を投じた。

## キリスト像へのプロジェクション
- 2010年 - 児童虐待問題啓発キャンペーンの一環として、キリスト像へのプロジェクションマッピングが行われ、キリストの抱擁姿が演出された[3]。
- 2020年 - 2019新型コロナウイルスの感染拡大防止活動に従事する医療従事者に感謝の意を示すため、復活祭に合わせキリスト像に白衣や国旗、メッセージが投影された[4]。

## ギャラリー

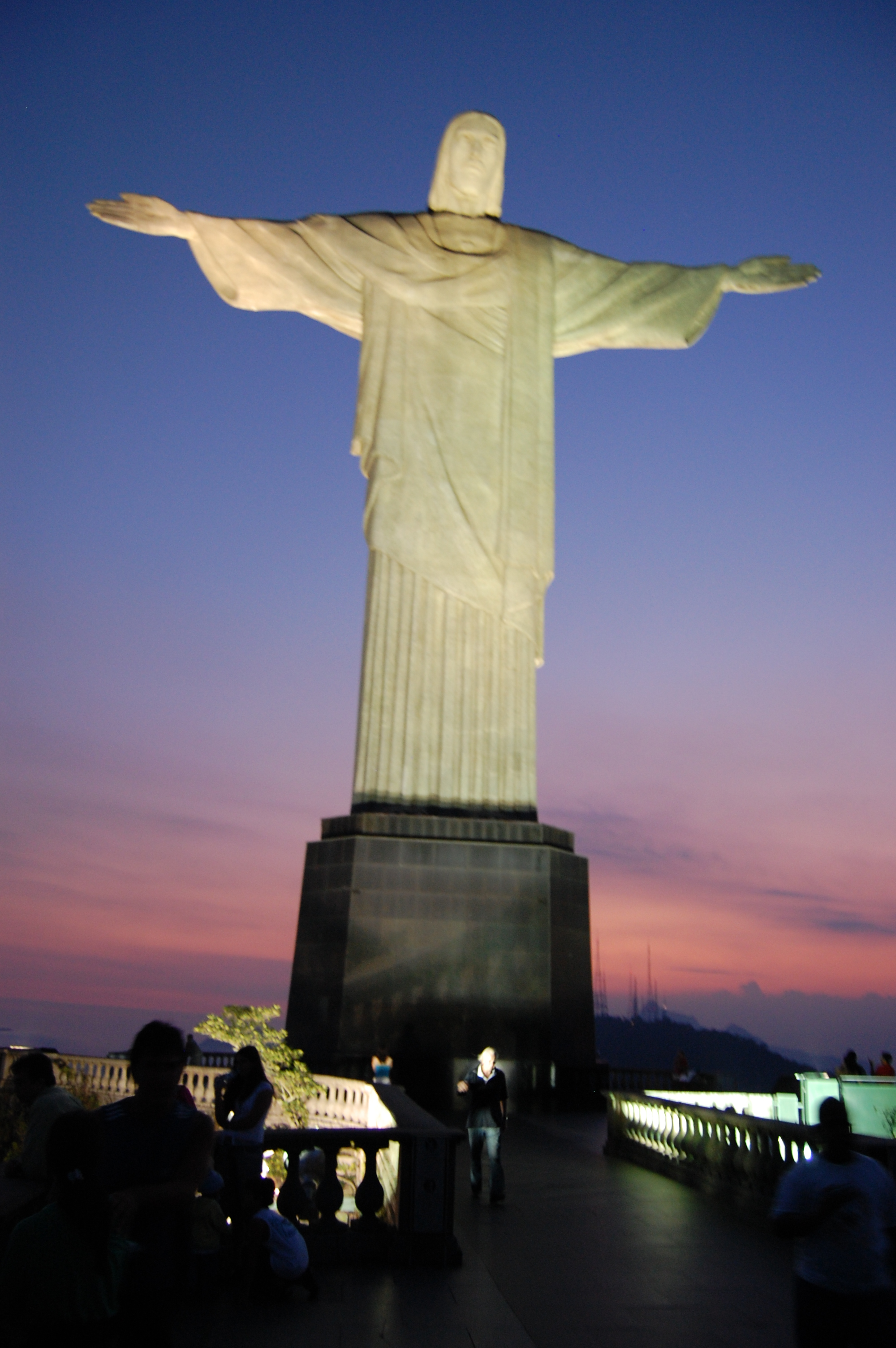
夜の風景
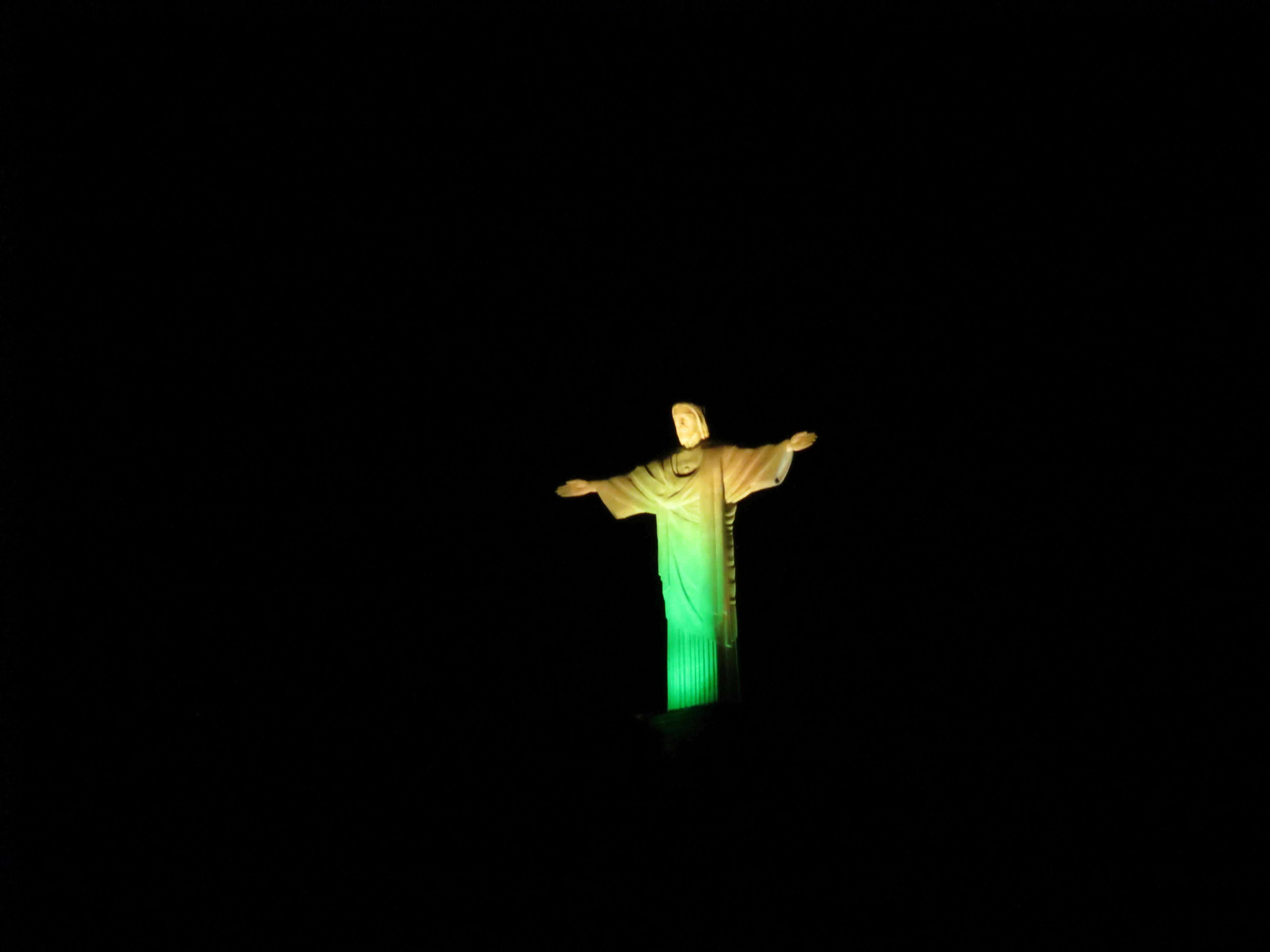
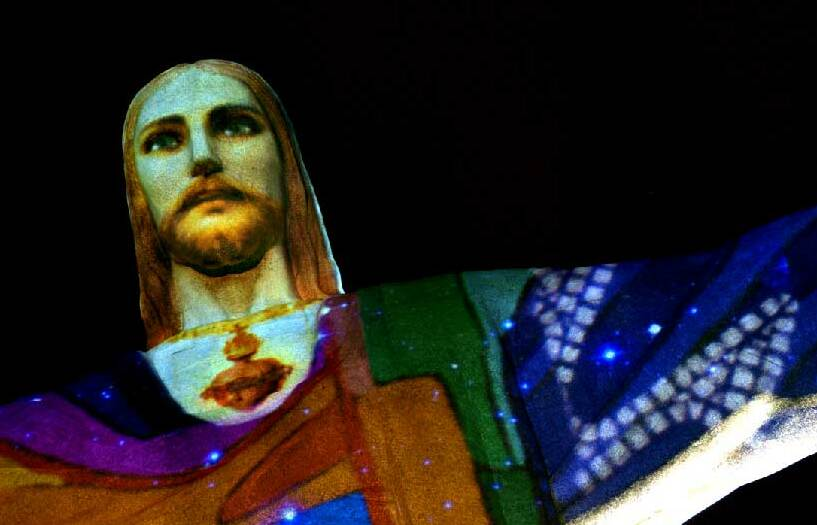
イルミネーションとともに （2009年）
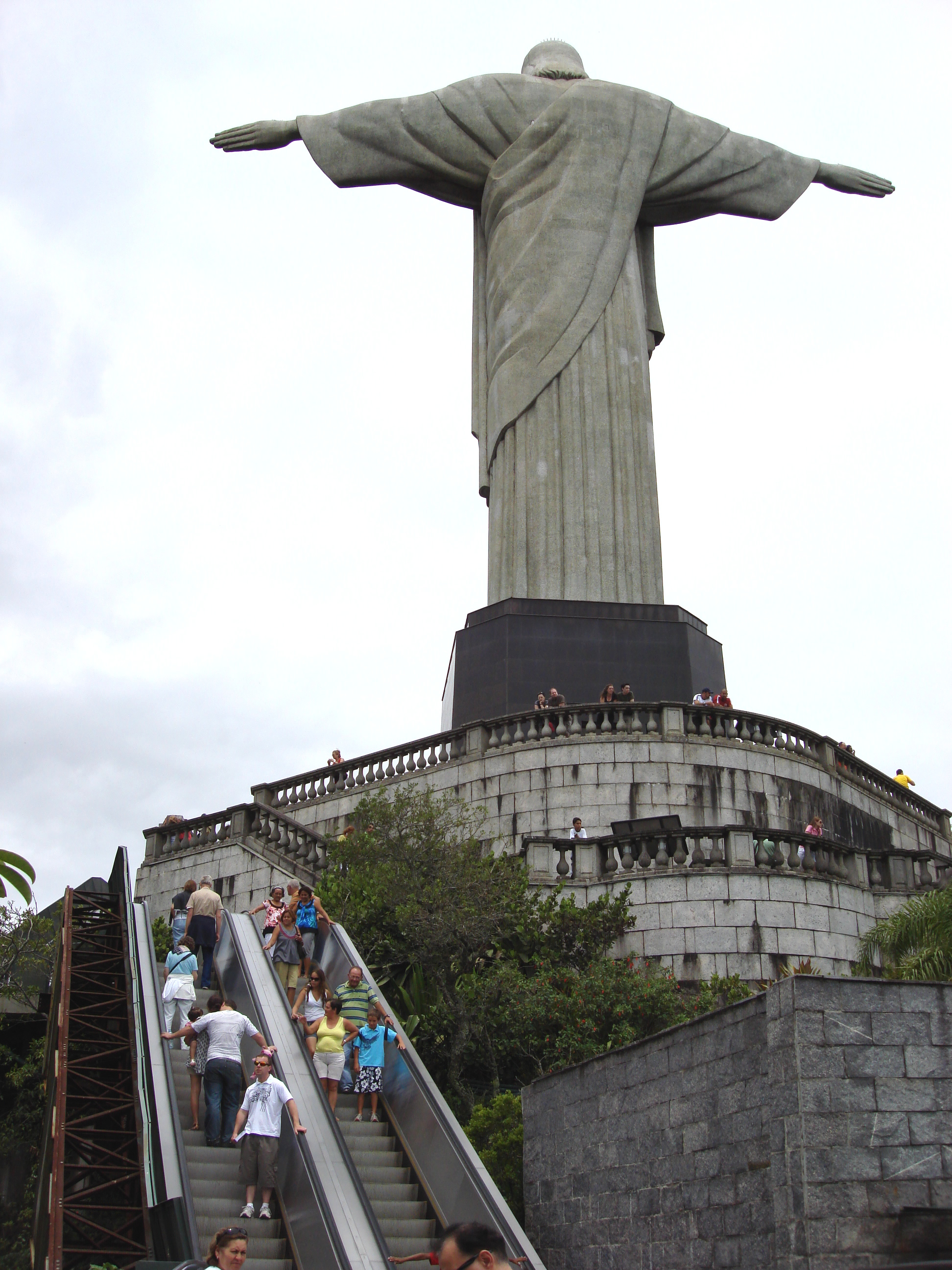
背面
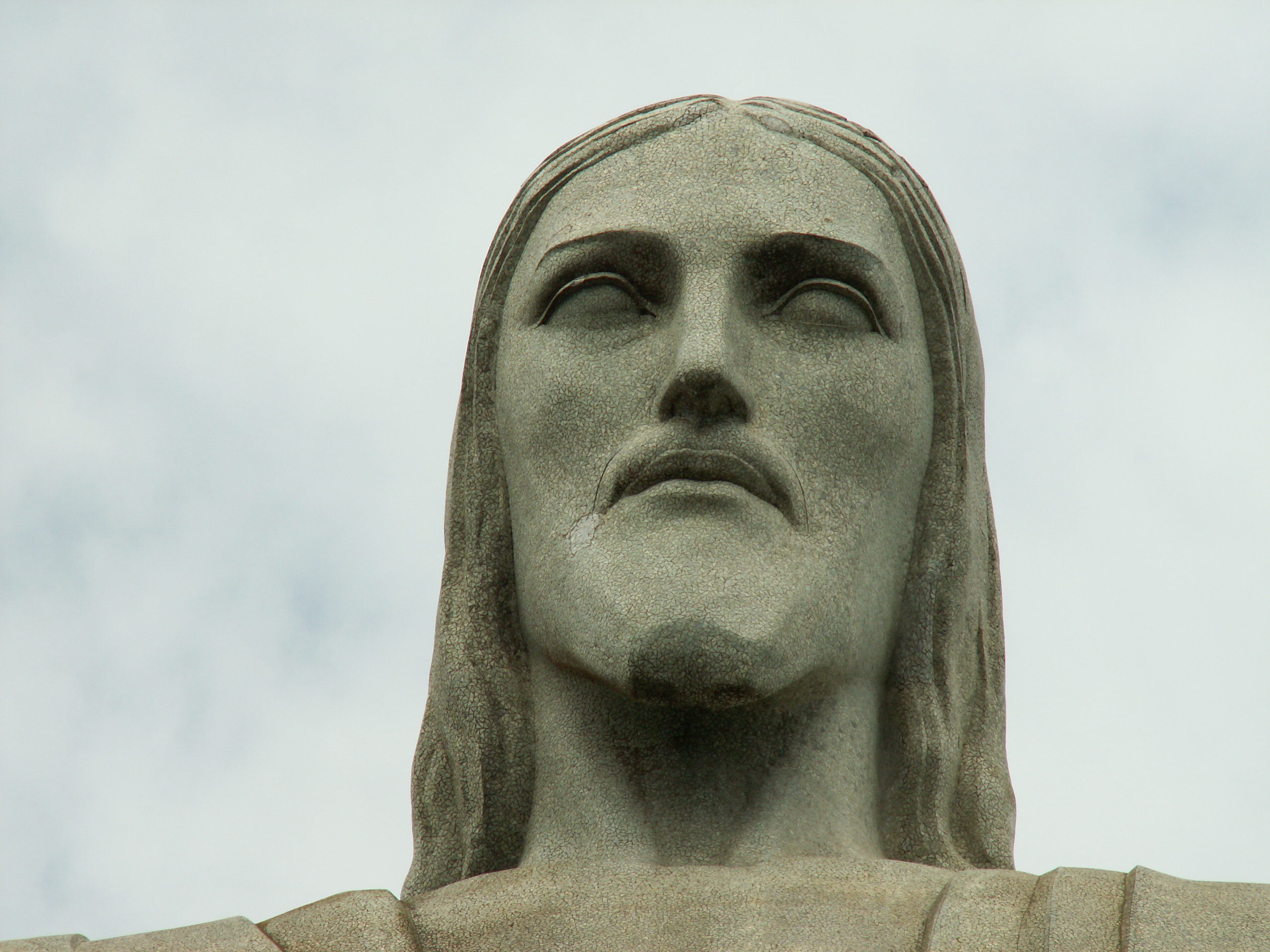
顔部
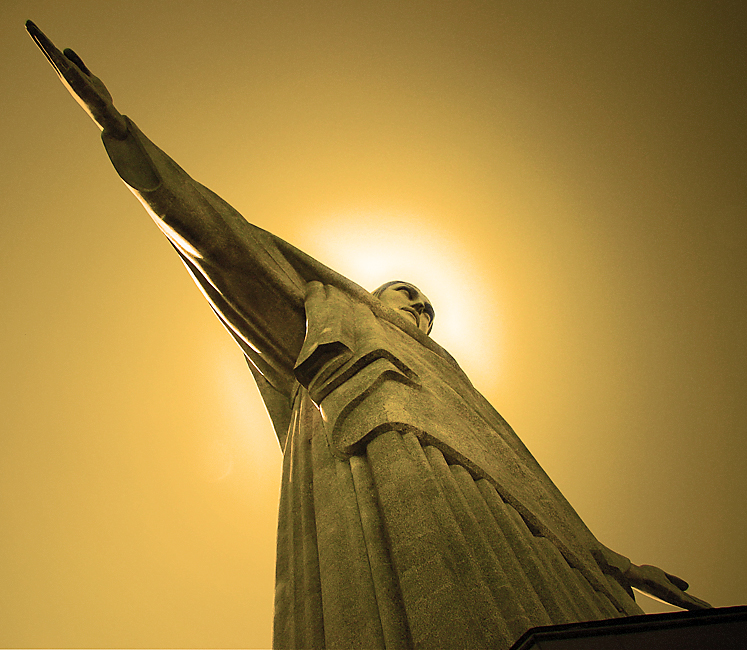
太陽とキリスト像